# Malene Ravn
Malene Ravn (født 4. april 1971 i Virum) er en dansk skønlitterær forfatter.
Hun debuterede i 2014 med romanen Det eneste rigtige og fik sit gennembrud i 2018 med I dine øjne, som handler om den dansk-kinesiske dreng Erik, der var efterkommer af en af de kinesere, der blev udstillet i Tivoli i 1902. To år senere udgav hun Hvor lyset er om billedkunstneren Carl Fischer. Denne blev nomineret til DR Romanprisen 2021. Hendes nyeste udgivelse er romanen Den virkelige verden, som er inspireret af LSD-forsøgene på Frederiksberg Hospital i 1960'erne. 
Hun er uddannet er cand.mag. i dansk, retorik og sprogpsykologi fra Københavns Universitet Amager i 1999.